# جلاون
جلاون رمزها «JL» (بالإنجليزية: Jalaun)‏ ، هو تقسيم إداري لدولة الهند تتبع ولاية أتر برديش (بالإنجليزية: Uttar  Pradesh)‏ ، مركزها هو مدينة أوراي (بالإنجليزية: Orai)‏ عدد سكانها حسب تعداد سنة 2001 هو 1,455,859 ، مساحتها 4,565 كم² وكثافة السكان 319 لكل كم² .